# Адам, Фредерик
Генерал сэр Фредерик Адам (англ. Sir Frederick Adam; 17 июня 1781 — 17 августа 1853) — шотландский генерал-майор, участвовавший в Пиренейских войнах и битве при Ватерлоо.

## Ранние годы и начало военной карьеры
Фредерик был четвёртым сыном Уильяма Адама и его жены Элеоноры, дочери Чарльза Элфинстоуна, 10-го лорда Элфинстоуна.
В 1795 году, в возрасте четырнадцати лет, Фредерик Адам вступил в британскую армию. Обучался в артиллерийской школе при Королевском арсенале в Вулидже. В том же году получил звание первого лейтенанта, а в 1796 году его повысили до второго лейтенанта.
Он принимал участие в кампаниях в Нидерландах и Египте под руководством сэра Ральфа Эберкромби. В 1803 году ему было присвоено звание майора, а в 1804 году подполковника. С 1806 по 1811 год он находился на Сицилии.

## Пиренейские войны
Между 1812 и 1813 годами он служил в Испании, сражаясь в Пиренейских войнах, и был тяжело ранен в Аликанте. 12 апреля 1813 года, командуя лёгкой бригадой экспедиционных сил Джона Мюррея, Адам провёл блестящий арьергардный бой против корпуса маршала Луи Габриэля Сюше в Бьяре. На следующий день его 2-й батальон 27-го пехотного полка причинил урон в 350 человек 121-му линейному полку Сюше во время битвы при Касталье. Он был снова ранен в битве при Ордале 13 сентября 1813 года.

## Ватерлоо
18 июня 1815 года Адам командовал 3-й британской бригадой во 2-й дивизии Генри Клинтона в битве при Ватерлоо. В разгар битвы 1-й батальон 52-го (лёгкого) пехотного полка Адама обошёл с левого фланга французскую имперскую гвардию, в то время как британские гвардейцы нанесли удар по колонне спереди. Под огнём с двух сторон французские гвардейцы после короткого сопротивления бежали. После неудачной атаки на британский центр, французская гвардия отступила к своему резерву в три (в некоторые источниках четыре) полка, к югу от фермы Ла-Э-Сент, для последней битвы против англичан. Но атака бригады Адама привела их в замешательство, и они отступили к ферме Бель-Альянс. Именно во время этого сражения полковник Хью Халкетт принял капитуляцию генерала Камбронна.
Французская имперская гвардия устроила последний бой на площадях по обе стороны Бель-Альянс. Бригада генерала Адама атаковала площадь на возвышении справа (для британцев) от Бель-Альянс и снова повергла их в состояние растерянности. Другая площадь была атакована пруссаками. Французы отступили от поля битвы к Франции. Французская артиллерия и всё остальное их имущество попало в руки англичан и пруссаков.

## Дальнейшая жизнь
С 1817 по 1824 год Адам продолжил служить в армии. Между 1824 и 1832 он был лордом Верховным комиссаром Ионических островов. Его строительство общественных зданий на Корфу было высоко оценено местным населением.
С 25 октября 1832 года по 4 марта 1837 года он был губернатором Ченнаи (в то время Мадраса), а в 1846 году он был повышен до генерала.